# Leiophron australis
Leiophron australis är en stekelart som beskrevs av Henri Goulet 2006. Leiophron australis ingår i släktet Leiophron och familjen bracksteklar. Inga underarter finns listade i Catalogue of Life.